# Serbia Open
Serbia Open (srbsky Отворено првенство Србије, Otvoreno prvenstvo Srbije) byl profesionální tenisový turnaj mužů hraný v srbské metropoli Bělehradu, který se poprvé konal v letech 2009–2012. K obnovení došlo v sezóně 2021, kdy byl na program zařazen i ženský turnaj. Na okruhu ATP Tour se v jarním termínu řadil do kategorie ATP Tour 250. Ukončen byl po ročníku 2023, kdy se hrál jako Srpska Open v Banja Luce. V rámci ženského okruhu WTA Tour proběhl v odpovídající kategorii WTA 250. Dějištěm se stalo Novakovo tenisové centrum (Teniski centar Novak) s otevřenými antukovými dvorci.

## Historie
Serbia Open od počátku vlastnila a spolupořádala rodina srbského tenisty Novaka Djokoviće, která jej získala v roce 2008 po vypršení licence nizozemské události Dutch Open. Turnaj podpořily místní úřady a především srbská vláda Mirka Cvetkoviće prostřednictvím státem vlastněné telekomunikační firmy Telekom Srbija. Ředitelem byl tenistův strýc Goran Djoković, jenž na pozici rezignoval v závěru května 2012. V letech 2009 a 2011 se vítězem stal Novak Djoković. Mužská řídící organizace ATP jej v kalendáři sezóny 2013 nahradila novým Power Horse Cupem v německém Düsseldorfu.
V dubnu 2021 byla mužská část obnovena v kategorii ATP Tour 250, když získala do pronájmu na tři ročníky pořadatelskou licenci od budapešťského Hungarian Open. Ředitelem se stal Djorde Djoković, mladší bratr Novaka Djokoviće. Na květen byl zařazen také ženský turnaj v rámci okruhu WTA Tour, hraný v kategorii WTA 250. Stal se tak historicky první ženskou událostí WTA na srbském území.
Hrálo se v bělehradském Novakově tenisovém centru (Teniski centar Novak) s jedenácti otevřenými antukovými dvorci a třemi kurty s tvrdým povrchem, dříve známém jako SRPC Milan Gale Muškatirović.
V roce 2023 organizátoři přesunuli na jeden rok turnaj do Banja Luky, hraný pod názvem Srpska Open, aby mohli zrekonstruovat bělehradský areál a požádat o licenci ve vyšší kategorii ATP Tour 500. V roce 2023 Novak Djoković uvedl, že vlastník licence Ion Țiriac ji odmítl prodat či dále ponechat v Srbsku, a v sezóně 2024 tak byl obnoven bukurešťský Tiriac Open.

## Přehled finále

### Mužská dvouhra
| Rok  | vítěz              | finalista       | výsledek           |
| ---- | ------------------ | --------------- | ------------------ |
| 2009 | Novak Djoković     | Łukasz Kubot    | 6–3, 7–6(7–0)      |
| 2010 | Sam Querrey        | John Isner      | 3–6, 7–6(7–4), 6–4 |
| 2011 | Novak Djoković (2) | Feliciano López | 7–6(7–4), 6–2      |
| 2012 | Andreas Seppi      | Benoît Paire    | 6–3, 6–2           |
| 2021 | Matteo Berrettini  | Aslan Karacev   | 6–1, 3–6, 7–6(7–0) |
| 2022 | Andrej Rubljov     | Novak Djoković  | 6–2, 6–7(4–7), 6–0 |
| 2023 | Dušan Lajović      | Andrej Rubljov  | 6–3, 4–6, 6–4      |

### Mužská čtyřhra
| Rok  | vítězové                             | finalisté                            | výsledek         |
| ---- | ------------------------------------ | ------------------------------------ | ---------------- |
| 2009 | Łukasz Kubot Oliver Marach           | Johan Brunström Jean-Julien Rojer    | 6–2, 7–6(7–3)    |
| 2010 | Santiago González Travis Rettenmaier | Tomasz Bednarek Mateusz Kowalczyk    | 7–6(8–6), 6–1    |
| 2011 | František Čermák Filip Polášek       | Oliver Marach Alexander Peya         | 7–5, 6–2         |
| 2012 | Jonatan Erlich Andy Ram              | Martin Emmrich Andreas Siljeström    | 4–6, 6–2, [10–6] |
| 2021 | Ivan Sabanov Matej Sabanov           | Ariel Behar Gonzalo Escobar          | 6–3, 7–6(7–5)    |
| 2022 | Ariel Behar Gonzalo Escobar          | Nikola Mektić Mate Pavić             | 6–2, 3–6, [10–7] |
| 2023 | Jamie Murray Michael Venus           | Francisco Cabral Oleksandr Nedověsov | 7–5, 6–2         |

### Ženská dvouhra
| Rok  | vítězka        | finalistka    | výsledek      |
| ---- | -------------- | ------------- | ------------- |
| 2021 | Paula Badosová | Ana Konjuhová | 6–2, 2–0skreč |

### Ženská čtyřhra
| Rok  | vítězky                                 | finalistky                             | výsledek |
| ---- | --------------------------------------- | -------------------------------------- | -------- |
| 2021 | Aleksandra Krunićová Nina Stojanovićová | Greet Minnenová Alison Van Uytvancková | 6–0, 6–2 |